# Пален, Мария Ивановна
Мария Ивановна (фон дер) Пален (в девичестве Вуич; 1850 — после 1918) — русская художница, баронесса.

## Биография
Из дворянской семьи, дочь генерал-майора, профессора Николаевской Академии Генерального штаба И. В. Вуича.
Окончила Императорскую Академию художеств в 1870 году, в дальнейшем продолжала совершенствоваться в частных мастерских. Училась у А. Д. Литовченко, К. В. Лемоха и П. П. Чистякова. Продолжила обучение в Париже.
Замужем за бароном Анатолием Владимировичем Паленом (с 1879).
Впервые выставила портрет своего отца на выставке Академии художеств (1877). С 1881 года её произведения экспонировались ежегодно в Академии. Академия присудила ей малую серебряную поощрительную медаль (1879) за картину «Молящийся старик». Получила большую серебряную поощрительную медаль (1886) за несколько жанров, в том числе за картину «Выздоравливающий». На 3-й выставке Товарищества передвижных выставок была представлена её картина «Любопытная».
Пален выполняла портреты, жанровые композиции, пейзажи, натюрморты. Автор живописных произведений: «Портрет деревенской девушки Тамбовской губернии» (1872), «Крестьянская девочка» (1879), «Портрет малороссиянки» (1881), «Молящийся старик» (1882), «Офелия» (1883), «Молодая мать XVII столетия» (1884); «В лесу», «Нищенки», «Выздоравливающий» (1886); «Дети барона ф. д. П», «Этюд» (1887); «Молодые ценители искусства», «Малороссиянка» (1888); «Назидательное чтение» (1889), «Клеопатра» (1896), «Шалунья», «Рабы» (обе — 1901), «Русская девушка», «В усадьбе» (обе — 1902), «Молитва» (1903), «Сорренто», «В поле» (обе — 1904) и других.
Экспонировалась на выставках Академии художеств (1872–1879, с перерывами), Санкт-Петербургского (Петроградского) общества художников (1884–1918, с перерывами).
Член Первого Дамского художественного кружка (1882–1918) и Петербургского общества художников (с 1884). Занималась благотворительной деятельностью.

## Галерея

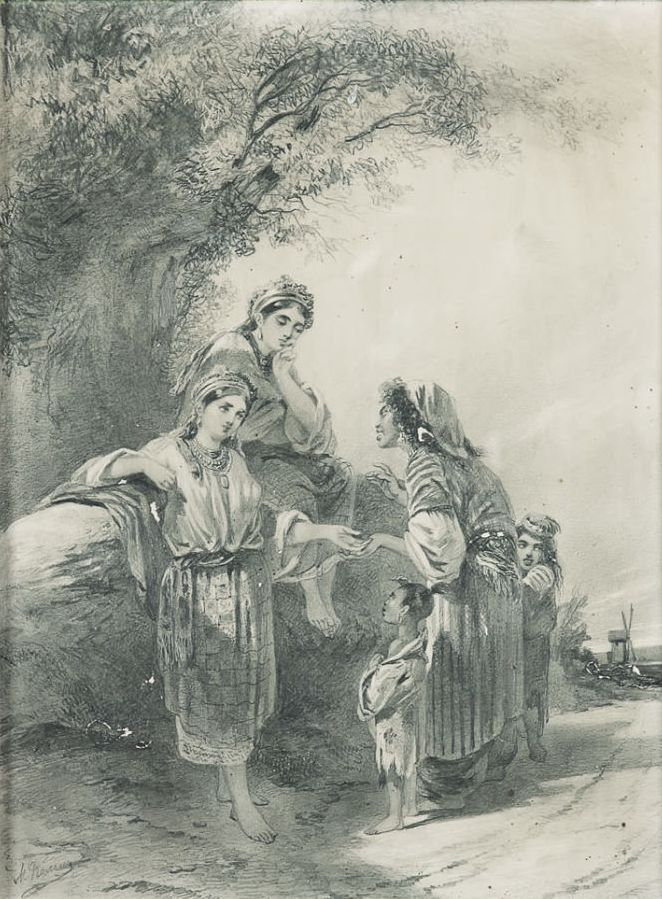
Гадание
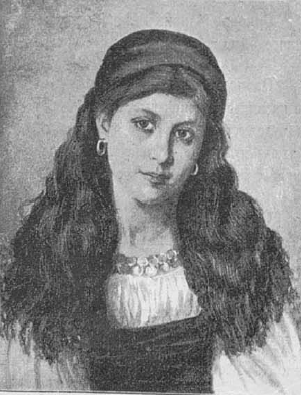
Итальянка
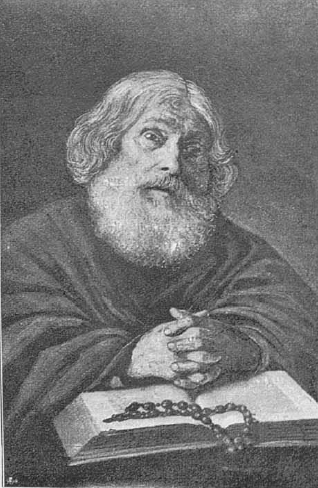
Молящийся старик
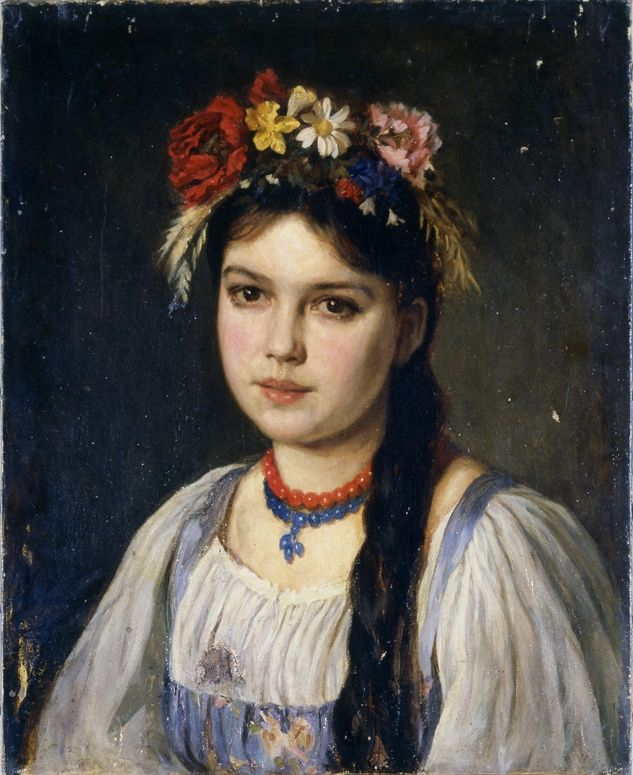
Портрет крестьянской девушки с венком на голове